# لا هيدرا
لا هيدرا (بالإسبانية: La Hiedra)‏ (من مواليد 18 مايو 1997) هي أينماسكارا لوتشادورا مكسيكية ، أو كما تعرف بالعربية مصارعة محترفة مقنعة مُوقعة حاليا لصالح اتحاد تربل ايه لوتشا ليبري ورلد وايد (AAA). و اسم لاهيدرا الحقيقي غير معلوم، علي غرار معظم مع المصارعين المقنعين في المكسيك حيث تفضل ان تظل حياتهم الخاصة سراً بعيداً عن من محبي المصارعة.  لا هيدرا تشتهر بكونها مصارعة جيل ثاني وهي من عائلة مليئة بالمصارعين، فهي ابنة المصارع المكسيكي سانغري شيكانا واختها الكبري مصارعة تحت أسم جوفيا واخيها .

## مهنة المصارعة المحترفة

### الحلبات المستقلة (2011-2014)
في البداية احبت لا هيدرا المصارعة منذ صغرها فلقد شاهدت والدها وهو يصارع فقررت ان تصبح مصارعة محترفة كوالدها فأشرف والدها سانجيري شيكانا Sangre Chicana علي تدريبها قبل أن تبدأ ظهورها في حلبات المصارعة حيث قدمت أول ظهور لها في 14 نوفمبر 2010. ظهر لا هيدرا في اتحادات المحلية حيث هزم أمازونا ولا إيشيسيرا وراي تورنادو. و في 16 سبتمبر 2011 ظهرت في عرض LLF Remembrance ولكنها هُزمت أمام ليدي بوما في مباراة فردية . في 2 أكتوبر 2011 و هزمت مرة اخري مع لا بانديدا أمام المصارعة برينيسيس مايا .
في 6 نوفمبر 2011 ، ظهرت لا هيدرا لأول مرة في عرضPromociones Cantu كجزء من عروض اتحاد AAA حيث تعاونت مع المصارعة ماري اباتشي وستريت بوي حيث هزموا بلاك مامبا ولا إيشيسيرا وليدي بوما

### اتحاد تربل ايه (منذ 2015 حتي الوقت الحاضر)
في الأول من يونيو 2015 ، قامت لا هيدرا بالانضمام إلي اتحاد تربل ايه حيث قامت بأول ظهور لها في عروض AAA الذي يعد أكبر اتحاد للمصارعة الحرة في المكسيك ومن أشهر عشر اتحادات مصارعة في العالم .و في أول مباراة لها مع اتحاد AAA تعاونت مع إيل هيخو دي بيريتا مورجان ولا باركا نيغرا و و تايا فالكيري و هزموا أمام إيل إليجيدو و فابي اباتشي و بريسيوس وبيمبينيلا إيسكارلاتا . و لم تنجح لا هيدرا في الفوز في مبارتها الثانية ضد كل من ليدي شايني وو جويا كونج و ليدي مارفيلا للفوز ببطولة ملكة الملكات Reina de Reinas املم البطلة تايا فالكيري في عرض Héroes Inmortales IX ، هذه تعد أول مباراة لها علي لقب السيدات AAA.  في 6 نوفمبر 2015 ، تعاونت مع مامبا، خسرت أمام غويا كونغ وبيمبينيلا إيسكارلاتا . في 19 مارس، 2017 ، شاركت لا هيدرا في معركة لتصبح المنافسة الاولي علي بطولة ملكة الملكات ، حيث خسرت أمام أياكو حمادة . 
في 26 أغسطس 2017 في عرض Triplemanía XXVI ، تعاونت لاهيدرا مع أنجيليكال في مباراة علي بطولة التربل ايه للفرق المختلطة ضد فريق ( ايل هيخو ديل فايكينجو وفاينيلا ) و فريق ( دانتيسا وليدي مارفيلا ) و فريق ( نينو أمبورجويسا وبيج مامي) حيث تمكنوا الفريق الاخير من الاحتفاظ بلقبهم. 

## الحياة الشخصية
لا هيدرا هي ابنة مصارع المحترف أندريس دوران رييس، المعروف تحت اسم الحلبة سانغري شيكانا ( الذي يعني بالعربية "شيكانو الدموي")،  و هي شقيقة سانغري شيكانا الابن والاخت الغير شقيقة للمصارعة جوفيا . و على عكس والدها أو شقيقها لاهيدرا قررت العمل باعتبارها مصارعة محبوبة بينما كان والدها واحد من أكثر المصارعين المكروهين المشهورين (المعروف أيضا باسم رودو ) في حقبة الثمانينات . و عمها هو المصارع هيروديس وابن عمها هو المصارع هيروديس جونيور. 

## البطولات والإنجازات
- دي دي تي برو ريسلينغ للمصارعة
  - بطولة Ironman Heavymetalweight ( مرة واحدة )

## روابط خارجية
- لا هيدرا على موقع CageMatch worker (الإنجليزية)